# 김희진 (1988년)
정승원(1988년 3월 7일 ~ )은 대한민국의 배우이다.

## 학력
- 동아방송예술대학교

## 출연작

### 영화
- 《자전차왕 엄복동》 (2019년) - 광식 역
- 《협상》 (2018년) - 사트 부팀장 역
- 《인천상륙작전》 (2016년) - 류장춘 역
- 《뷰티 인사이드》 (2015년) - 우진73 역
- 《세 개의 거울》 (2013년) - 영호 역
- 《꼭두각시》 (2013년)

### 드라마
- 《독고 리와인드》 (2018년, 웹드라마) - 조강훈 역
- 《미스트리스》 (2018년, OCN) - 양진건 역
- 《크리미널 마인드》 (2017년, tvN) - 고영민 역
- 《또! 오해영》 (2016년, tvN)
- 《무림학교》 (2016년, KBS2) - 매니저 역
- 《트라이앵글》 (2014년, MBC)
- 《아이리스 2》 (2013년, KBS2)

### 광고
- 가네진
- 세븐나이츠

## 수상 및 후보
| 연도 | 시상식            | 부문       | 작품         | 결과 |
| ---- | ----------------- | ---------- | ------------ | ---- |
| 2016 | 제53회 대종상     | 신인남우상 | 인천상륙작전 | 후보 |
| 2016 | 제53회 대종상     | 뉴라이징상 | 인천상륙작전 | 수상 |
| 2017 | 제37회 황금촬영상 | 신인남우상 | 인천상륙작전 | 수상 |